# Риббинг, Катарина Шарлотта
Катарина Шарлотта Риббинг (швед. Catharina Charlotta Ribbing, в замужестве De Geer; 1720—1787) — шведский общественный деятель и филантроп.

## Биография
Родилась 24 ноября 1720 года в Стокгольме. Была дочерью генерального адвоката Леннарта Риббинга (Lennart Ribbing) и его жены Эльзы Элизабет Банер (Elsa Elisabet Baner).
Современниками считалась как влиятельная и активная женщина, став первой в высшем обществе в Швеции, решившей привить оспу своим детям, что привлекло внимание шведской общественности, и Катарина Шарлотта Риббинг была удостоена за это медали в 1756 году.
В 1779 году Риббинг создала фидеикомисс Frötuna, в котором определила порядок наследования по женской линии. Занималась благотворительностью с семьей Де Гера в стокгольмском собрании Jakobs och Johannes församling.
Умерла 21 мая 1787 года в Стокгольме. Была похоронена в Кафедральном соборе Уппсалы. Её портрет работы Якоба Бьёрка находится в Национальном музее Швеции.

### Семья
В 1743 году Катарина Шарлотта вышла замуж за шведского учёного Карл де Гера.
У них в семье родились:
- Jacquelina Elisabet De Geer (1744—1780),
- Шарлотта Де Гир (1746—1820),
- Charles De Geer (1747—1805),
- Emanuel De Geer (1748—1803),
- Hedvig Ulrika de Geer (17852—1713).